# Liste der Kulturdenkmale in Torgau

Wappen von Torgau

Die Liste der Kulturdenkmale in Torgau umfasst die Kulturdenkmale der Stadt Torgau. Sie ist eine Teilmenge der Liste der Kulturdenkmale im Landkreis Nordsachsen.
Aufgrund der großen Anzahl von Kulturdenkmalen ist die Liste aufgeteilt:
- Torgau (A–L)
- Torgau (M–Z)
- Beckwitz
- Bennewitz
- Graditz
- Kranichau
- Kunzwerda
- Loßwig
- Mehderitzsch
- Melpitz
- Staupitz
- Welsau
- Weßnig
- Zinna